# مایکل ترونچ
مایکل ترونچ (انگلیسی: Michaël Tronche؛ زادهٔ ۷ اوت ۱۹۷۸) بازیکن فوتبال اهل فرانسه است.
از باشگاه‌هایی که در آن بازی کرده‌است می‌توان به باشگاه فوتبال استاد برستوا ۲۹ اشاره کرد.